# Landolphia
Landolphia là chi thực vật có hoa trong họ Apocynaceae.

## Hình ảnh

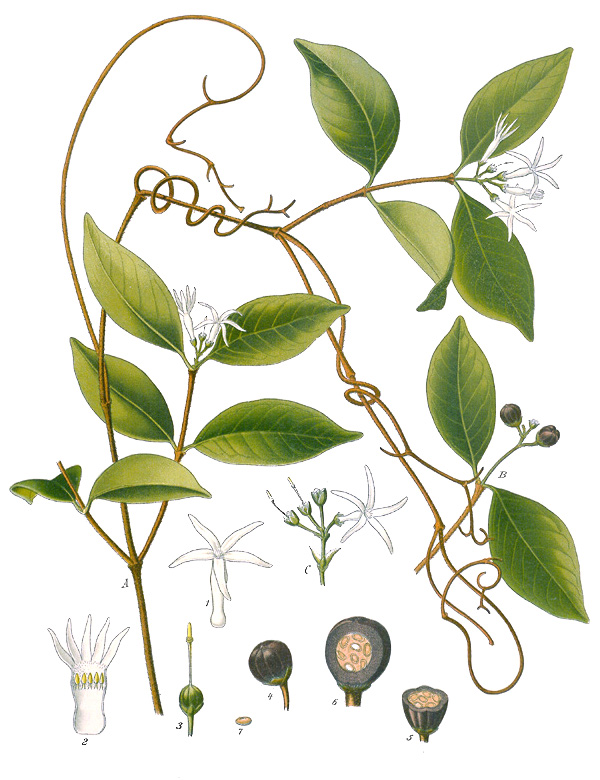
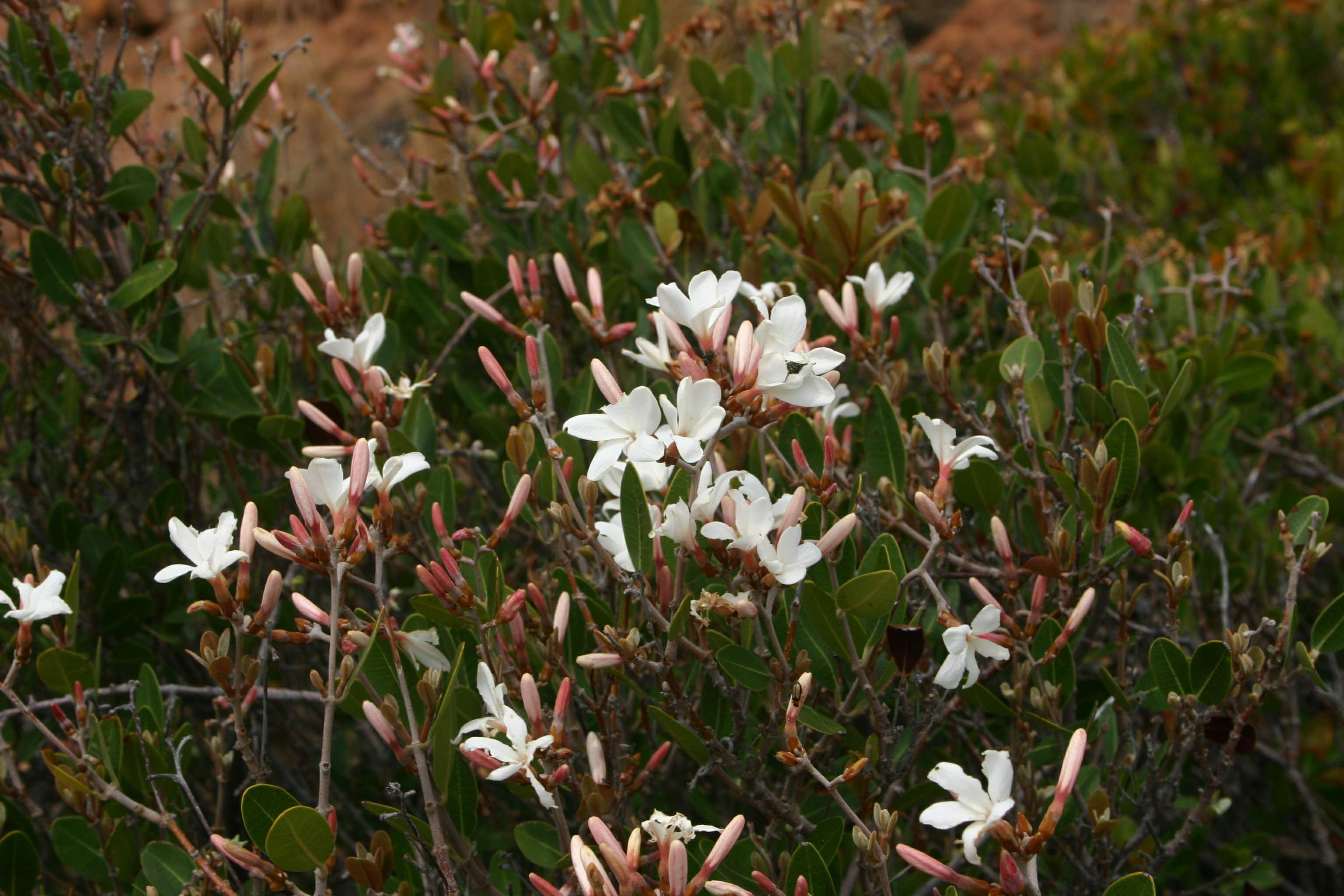

## Các loài
- Landolphia comorensis
- Landolphia hendelottii
- Landolphia kirkii
- Landolphia mannii
- Landolphia owariensis
- Landolphia parviflora